# Calymene
Calymene es un género extinto de trilobites de la familia Calymenidae. Estos artrópodos vivieron en los mares durante casi 300 millones de años, donde caminaban sobre el fondo o nadaban ondeando su cuerpo o moviendo sus patas. Calymene está estrechamente relacionado con Flexicalymene.

## Especies y ubicaciones conocidas

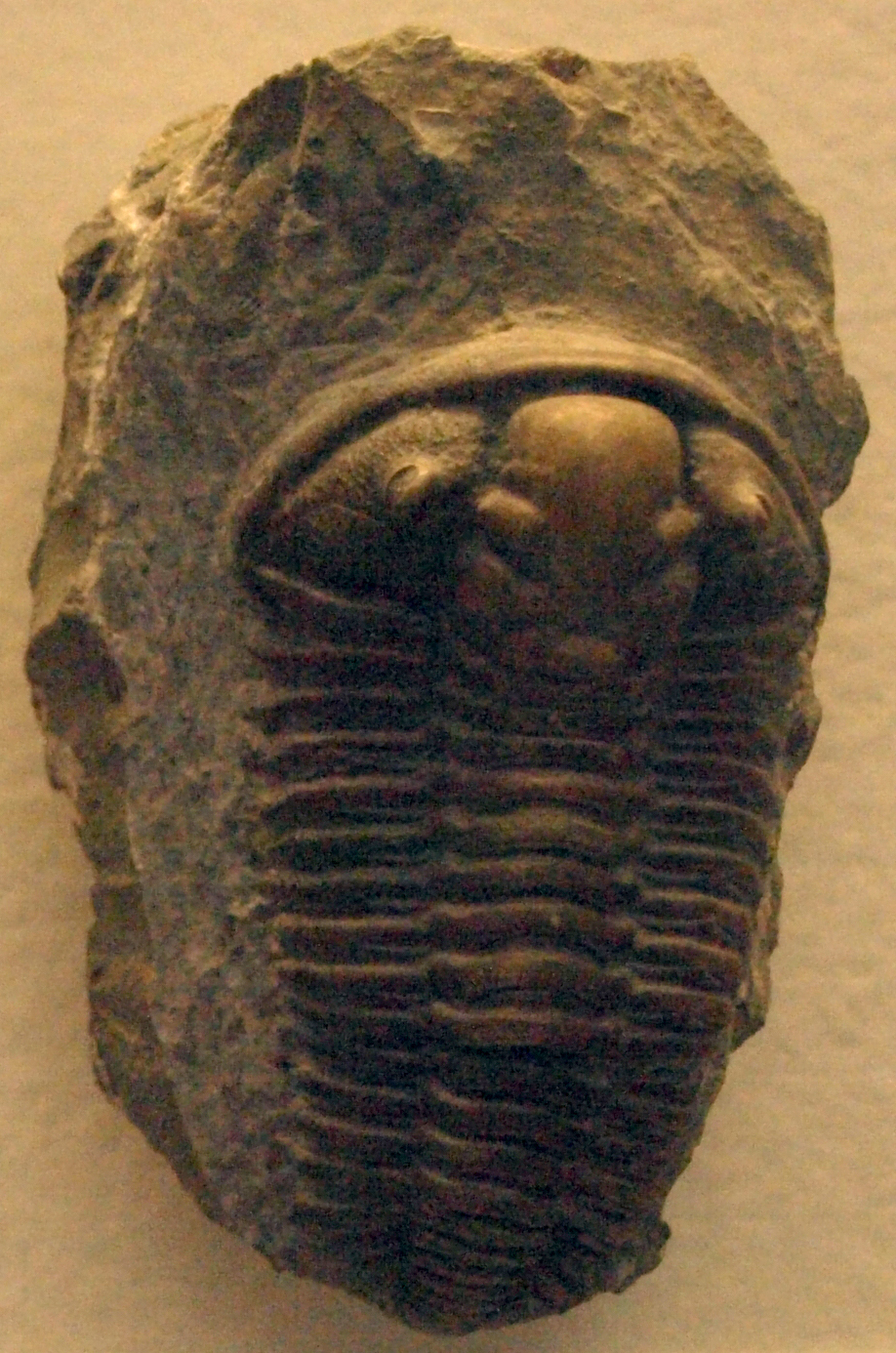
Calymene blumenbachii, un trilobites también conocido como la "langosta de Dudley", que se encuentra en Dudley en Worcestershire. Del Silúrico de Wenlock.

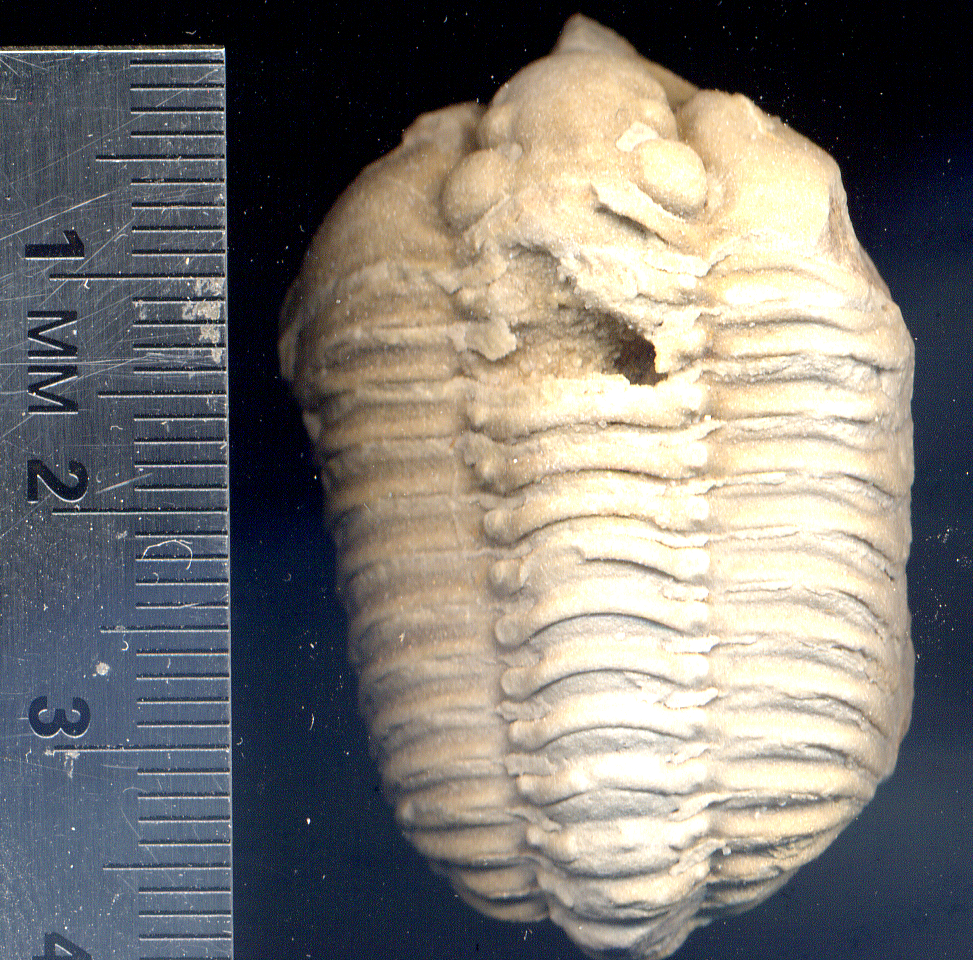
Calymene sostuvo.

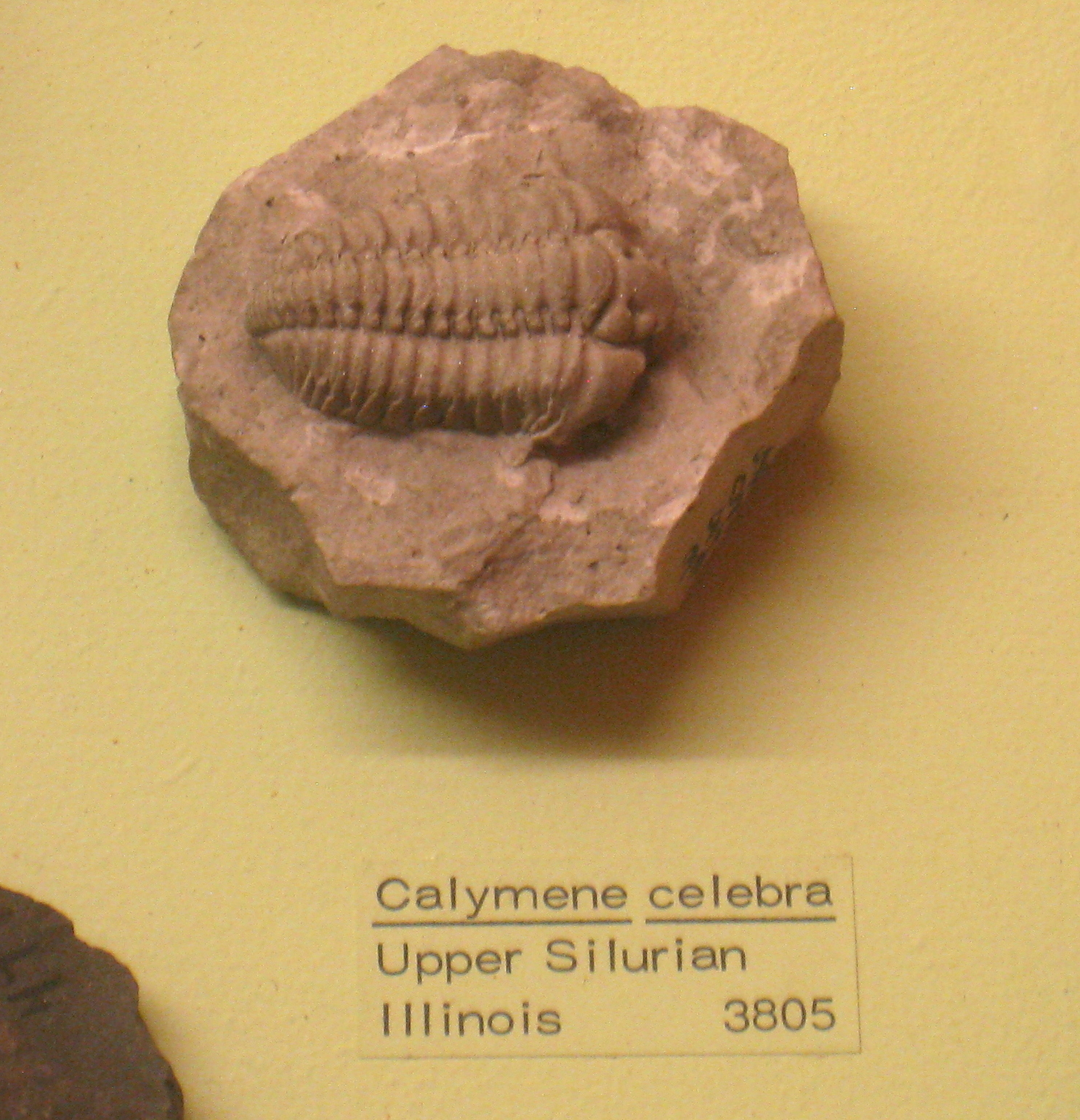
Calymene cerebra. Expuesto en el Museo de Historia Natural de la Universidad de Míchigan.

- †Calymene breviceps, Indiana e Illinois.
- †Calymene blumenbachii, Dudley, Inglaterra.
- †Calymene brevicapitata, Gales.
- †Calymene cambrensis, Gales.
- †Calymene celebra, Illinois, Indiana y Wisconsin.
- †Calymene clavicula, Oklahoma.
- †Calymene daviesii, Radnorshire, Gales.
- †Calymene duplicata, Gales e Irlanda.
- †Calymene hopkinsoni, Gales.
- †Calymene niagarensis, Nueva York.
- †Calymene parvifrons, Gales.
- †Calymene senaria, Gales e Irlanda.
- †Calymene tristani, Cornualles, Inglaterra.
- †Calymene tuberculata, Isla de Gotland, Suecia.
- †Calymene vogdesi, Ohio.
- †Calymene sp. en el Silúrico - Ordovícico de Marruecos.

## Especies reasignadas
Dado que el género Calymene se estableció desde el principio en la paleontología, una serie de especies fueron previamente asignados a ella desde entonces han sido transferidos a otros géneros:
- C. aculeata = Parasolenopleura aculeata.
- C. aequalis = Archegonus aequalis.
- C. anchiops = Anchiopella anchiops.
- C. arachnoides = Asteropyge arachnoides.
- C. arago = Colpocoryphe arago.
- C. articulata = Crotalocephalus articulatus.
- C. baylei = Metacalymene baylei.
- C. bellatula = Cybele bellatula.
- C. bufo rana = Phacops rana.
- C. calicephala = Orimops calicephala.
- C. caractaci = Flexicalymene caractaci.
- C. clavifrons = Cyrtometopus clavifrons.
- C. concinna = Proetus concinnus.
- C. diademata = Diacalymene diademata.
- C. downingiae = Acaste downingiae.
- C. frontiloba = Pliomera fischeri.
- C. marginata = Perliproetus marginata.
- C. odini = Chasmops odini.
- C. papillata = Papillicalymene papillata.
- C. platycephala = Platycoryphe platycephala.
- C. polytoma = Pliomera fischeri.
- C. sclerops = Pterygometopus sclerops.
- C. sinensis = Blackwelderia sinensis.
- C. speciosa = Parapilekia speciosa.
- C. stenometopa = Acrocephalites stenometopus.
- C. stokesii = Phacopidae, generic assignment uncertain.
- C. tingi = Calymenesun tingi.
- C. tournemini = Placoparia tournemini.
- C. tristani = Synhomalonotus tristani.
- C. unicornis = Reedocalymene unicornis.
- C. variolaris = Balisoma variolaris.
- C. verrucosa = Atractopyge verrucosa.
- C. volborthi = Ptychometopus volborthi.